# Spencer (Iowa)
Spencer es una ciudad situada en el condado de Clay, Iowa, Estados Unidos. Tiene una población estimada, a mediados de 2022, de 11 413 habitantes.
Es la sede del condado. 

## Geografía
La localidad está ubicada en las coordenadas 43°8′49″N 95°9′10″O / 43.14694, -95.15278. Según la Oficina del Censo, tiene una superficie total de 28.78 km², de los cuales 28.36 km² corresponden a tierra firme y 0.42 km² están cubiertos de agua.

## Demografía
Según el censo de 2020, en ese momento la localidad tenía una población de 11 325 habitantes. La densidad de población era de 399.33 hab./km². El 91.7% de los habitantes eran blancos, el 0.8% eran afroamericanos, el 0.4% eran amerindios, el 0.8% eran asiáticos, el 0.1% eran isleños del Pacífico, el 2.0% eran de otras razas y el 4.2% eran de una mezcla de razas. Del total de la población, el 5.0% eran hispanos o latinos de cualquier raza.